# Sergey Korastylev
Sergueï Leonidovitch Korastylev (en russe : Сергей Леонидович Корастылев), né le 8 mai 1989 à Kansk, est un biathlète russe.

## Carrière
Sa première sélection internationale a lieu aux Championnats du monde de biathlon d'été en 2011, finissant sixième et cinquième. Il fait ses débuts dans l'IBU Cup en 2012 et monte sur son premier podium en 2014 a l'individuel de Val Ridanna.
Il fait son retour dans le circuit mondial de l'IBU quatre ans plus tard lors de la saison 2018-2019 en Coupe du monde à Canmore.
Entre-temps, il connaît un succès à l'Universiade d'hiver de 2017, où il gagne trois médailles dont deux en or (poursuite et relais).
Au niveau national, il compte plusieurs titres de champion de Russie, dont le super sprint en 2012 et la super poursuite en 2014.

## Palmarès

### Universiades
- Almaty 2017 :
  -  Médaille d'or de la poursuite et du relais.
  -  Médaille d'argent à l'individuel.

### Championnats du monde de biathlon d'été
- Médaille d'or du relais mixte en 2015.

### IBU Cup
- 4e du classement général en 2019.
- 1 podium individuel.